# Bevrijdingsmonument Baarn
Het Bevrijdingsmonument Baarn is een monument in het Amaliapark in Baarn. Het werd in 1945 geplaatst ter nagedachtenis aan gevallen in dienst van het Nederlands Koninkrijk 1940-1945, burgerslachtoffers, vervolgden Nederland en het verzet in Nederland.
Het monument is opgetrokken uit blokken natuursteen en werd onthuld op 3 mei 1947. In eerste instantie opgericht ter herdenking van alle slachtoffers van de Tweede Wereldoorlog op 4 mei. Op 29 oktober 2001 kreeg het monument een meer specifiek Baarnse betekenis met de door Prins Bernhard onthulde plaquette met daarop de namen van eenendertig Baarnse oorlogsslachtoffers. Het monument bestaat uit een gedenkmuur van blokken natuursteen met in het midden een kruis. Het monument staat symbool voor vrede en veiligheid. Het kruis herinnert aan de oorlogsslachtoffers en de muur verbeeldt de fusillademuur waartegen velen het leven lieten.
De gedenkmuur is 2 meter 60 hoog, 5 meter breed en 75 centimeter diep. De zijmuren zijn 60 centimeter hoog, 5 meter 20 breed en 1 meter diep.
Op een plaquette uit het jaar 2000 staan de namen van de 31 Baarnse oorlogsslachtoffers. Op de andere plaquette (uit 2002) staat de tekst:
'DIT MONUMENT IS IN 1946 OPGERICHT TER HERDENKING VAN
DE SLACHTOFFERS VAN DE TWEEDE WERELDOORLOG.
OP 29 OKTOBER 2001 ONTHULDE Z.K.H. PRINS BERNHARD DER NEDERLANDEN
DE PLAQUETTE AAN DE RECHTERZIJDE VAN DIT MONUMENT. DAARMEE
KREGEN BAARNSE INWONERS DIE IN DE TWEEDE WERELDOORLOG
HUN LEVEN GAVEN VOOR ONZE VRIJHEID EEN NAAM.
VANDAAG VRAAGT DIT MONUMENT ONS OM AANDACHT VOOR DE BETEKENIS
VAN HET BEWAREN EN DOORGEVEN VAN VREDE EN VEILIGHEID.'
Bij de dodenherdenking is het monument sinds 3 mei 1946 het einddoel van de stille tocht. Op die dag legden prinses Juliana en prins Bernhard een krans bij een eenvoudig wit houten kruis op het Stationsplein. Na de eerste herdenking was een maquette in het gemeentehuis te bezichtigen. Het monument zou, met weglating van een liggende figuur, pas in mei worden opgeleverd. Een jaar later aanvaardde burgemeester F.J. van Beeck Calkoen het huidige monument namens de gemeente Baarn.
Op 29 oktober 2001 onthulde Prins Bernhard een plaquette ter rechterzijde van het monument met de namen van de Baarnse ingezetenen die in hun strijd voor de vrijheid het leven lieten in de jaren 1940-1945.
Op 20 mei 2009 werd het monument uitgebreid met acht stoeptegels, gemaakt door leerlingen van verschillende Baarnse basisscholen. De legging van de tegels vormde het begin vormen van een jaarlijkse uitbreiding. Leerlingen uit het voortgezet onderwijs lezen bij die gelegenheid een gedicht voor.
De bewoners van paleis Soestdijk legden hier een herdenkingskrans. Als eerbetoon aan prins Bernhard vlogen in het verleden een vijftal oude vliegtuigen over, na het overlijden van Bernhard werd bij het overvliegen de manoeuvre 'missing man' uitgevoerd. Bij zo'n formatie verlaat een van de vliegtuigen de formatie als symbool voor de gevallenen.
Op 15 augustus wordt bij het monument het einde van de Tweede Wereldoorlog in Zuidoost Azië herdacht.

## Joods monument
Op 27 januari 2016 werd een monument onthuld voor Joodse Baarnaars die omkwamen in de concentratie- en vernietigingskampen tijdens de Tweede Wereldoorlog. Op de plaquette in een bakstenen muurtje staan de namen van 45 Baarnaars vermeld.